# Ogólnopolski Konkurs Poetycki Jesienna Chryzantema
Ogólnopolski Konkurs Poetycki „Jesienna Chryzantema” – stały ogólnopolski konkurs poetycki dla młodych poetów zainspirowanych myślą patriotyczną i religijną. Konkurs organizowany jest od 1975 r. przez Katolickie Stowarzyszenie „Civitas Christiana” Oddział w Płocku. Rokrocznie przyznawane są nagrody oraz wyróżnienia finansowe, co pięć lat wydawany jest zbiorczy tomik laureatów.

## Historia
Ogólnopolski Konkurs Poetycki „Jesienna Chryzantema”, zwany również Płocką Jesienią Poetycką, powstał w 1975 roku z inicjatywy młodych poetów. Organizacji konkursu podjął się płocki oddział Stowarzyszenia „Pax” (dzisiejsze Katolickie Stowarzyszenie „Civitas Christiana”).
Pierwsza edycja konkursu przeznaczona była dla autorów – amatorów z województwa płockiego. W 1976 roku konkurs rozszerzył zasięg na obszar całego Mazowsza, następnie w 1977 roku stał się konkursem ogólnopolskim.
Celem konkursu jest promocja twórczości młodych poetów oraz fachowa ocena ich twórczości.

## I edycja, 1975
Jury:
Bohdan Urbankowski, Urszula Ambroziewicz, Teresa Kolaszczyńska, Stefan Jończyk, Tadeusz Swat
Laureaci:
- II nagroda: Jan Plisko
- III nagroda: Marek Grala
- III nagroda: Krzysztof Barański
- IV nagroda: Bogdan Pietrzak
- IV nagroda: Stanisław Jerzy Brzuska
- Wyróżnienia: Danuta Palmowska, Jan Pilska, Danuta Rychlewska

## II edycja, 1976
Jury:
Bohdan Urbankowski, Urszula Ambroziewicz, Franciszek Dorobek, Stefan Jończyk, Tadeusz Swat
Laureaci:
- II nagroda: Ludwik Tyborowski
- II nagroda: Norbert Wieyan
- III nagroda: Maria Selmowicz
- III nagroda: Eugeniusz Garnuch
- Wyróżnienia: Małgorzata Bierzańska, Robert Grala, Eugeniusz Zieliński, Magdalena Rakowska, Piotr Ratajczyk, Jan Plisko, Danuta Palmowska, Teresa Chwastek Latuszkowa
- W kategorii utworów o tematyce płockiej I nagroda: Marek Grala
- Wyróżnienia: Eugeniusz Garnuch, Piotr Plisko

## III edycja, 1977
Jury:
Bohdan Urbankowski, Urszula Ambroziewicz, Franciszek Dorobek, Stefan Jończyk, Tadeusz Swat
Laureaci:
- II nagroda: Piotr Domański
- II nagroda: Witold Tegnerowicz
- III nagroda: Barbara Maria Pudełkiewicz
- III nagroda: Jacek Olszewski
- Wyróżnienia: Krystyna Sorbeńska, Wiesław Jan Wysocki, Janusz Leppek, Waldemar Michalski, Bronisław Kozyra, Waldemar Michalski, Dorota Kiersztajn, Wisenna Ślęzańska, Lech Majewski

## IV edycja, 1978
Jury:
Bohdan Urbankowski, Urszula Ambroziewicz, Franciszek Dorobek, Stefan Jończyk, Tadeusz Swat, Zygmunt Lichniak
Laureaci:
- II nagroda: Wiesław Jan Wysocki
- II nagroda: Andrzej Mierzyński
- III nagroda: Barbara Maria Pudełkiewicz
- III nagroda: Andrzej Wojciech Guzek
- Nagroda specjalna Jerzego Dunin-Borkowskiego kuratora Muzeum Narodowego w Krośniewicach: Zbigniew Atemborski
- Wyróżnienia: Zdzisław Boguszewicz, Jacek Olszewski

## V edycja, 1979
Jury:
Bohdan Urbankowski, Urszula Ambroziewicz, Franciszek Dorobek, Stefan Jończyk, Eugeniusz Aleksandrowicz
Laureaci:
- II nagroda: Zbigniew Puchalski
- II nagroda; Włodzimierz Chętnicki
- III nagroda: Tadeusz Chętkowski
- III nagroda: Dorota Kiersztejn
- Nagroda specjalna Jerzego Dunin-Borkowskiego kuratora Muzeum Narodowego w Krośniewicach: Stanisława Kopiec
- Wyróżnienia: Wojciech Łęcki, Barbara Bednarek

## VI edycja, 1980
Jury:
Bohdan Urbankowski, Urszula Ambroziewicz, Franciszek Dorobek, Stefan Jończyk, Eugeniusz Aleksandrowicz
Laureaci:
- II nagroda: Andrzej Wojciech Guzek
- II nagroda: Dorota Kiersztejn
- III nagroda: Waldemar Woźniak
- III nagroda: Zenon Dunajczyk
- Nagroda specjalna Jerzego Dunin-Borkowskiego kuratora Muzeum Narodowego w Krośniewicach: Wojciech Guzek
- Wyróżnienia: Bohdan Zajkiewicz, Stefan Listosz, Jan Strądzor, Stanisław Filipowicz, Wojciech Guzek, Władysław Katarzyński, Mariola Pałuska, Halina Sitarska, Józef Krupiński, Stefan Milor, Piotr Rakowski

## VII edycja, 1981
Jury:
Bohdan Urbankowski, Urszula Ambroziewicz, Stefan Jończyk, Eugeniusz Aleksandrowicz, Marek Grala
Laureaci:
- III nagroda: Waldemar Mystkowski
- III nagroda: Władysław Katarzyński
- Nagroda specjalna Jerzego Dunin-Borkowskiego kuratora Muzeum Narodowego w Krośniewicach: Mirosław Kościeński
- Wyróżnienia: Zbigniew Atemborski, Eugeniusz Garnuch, Barbara Maria Pudełkiewicz, Piotr Rakowski, Jarzy Woliński, Jacek Olszewski, Zbigniew Puchalski, Mirosław Bochenek, Juliusz Wątroba

## VIII edycja, 1982
Jury:
Andrzej Maria Marczewski, Krzysztof Barański, Ziemowit Gawski, Stefan Jończyk, Stefan Jurkowski
Laureaci:
- I nagroda: Stanisław Filipowicz
- II nagroda: Eugeniusz Garnuch
- II nagroda: Jan Biela
- III nagroda: Robert Grala
- III nagroda: Roman Kubicki
- Nagroda specjalna Jerzego Dunin-Borkowskiego kuratora Muzeum Narodowego w Krośniewicach: Roma Ludwicka
- Wyróżnienia: Waldemar Mystkowski, Adam Jerzy Markiewicz, Piotr Adamczyk, Monika Bibik, Wanda Małgorzata Kalińska

## IX edycja, 1983
Jury:
Stefan Jończyk, Zbigniew Dolecki, Ziemowit Gawski, Wiesław Kowalski, Stefan Jurkowski,Danuta Rychlewska
Laureaci:
- I nagroda: Eugeniusz Garnuch
- II nagroda: Mieczysław Stanclik
- III nagroda: Danuta Kaczmarek
- III nagroda: Jan Górczyński
- Nagroda specjalna: Janusz Kozłowski
- Wyróżnienia: Maria Żółtowska, Stanisław Radomski, Urszula Zybura, Robert Grala, Waldemar Mystkowski, Kazimierz Józef Węgrzyn

## X edycja, 1984
Jury:
Stefan Jończyk, Zbigniew Dolecki, Ziemowit Gawski, Wojciech Łęcki, Wiesław Kowalski, Stefan Jurkowski
Laureaci:
- I nagroda: Krzysztof Ćwikliński
- II nagroda: Andrzej Wojciech Guzek
- III nagroda: Anna Wernerowa
- III nagroda: Mirosław Bochenek
- III nagroda: Ewa Pyczek
- Nagroda specjalna Jerzego Dunin-Borkowskiego kuratora Muzeum Narodowego w Krośniewicach: Lech Franczak
- Nagroda Specjalna za utwory o tematyce światopoglądowej: Adam Woźniak
- Wyróżnienia: Lech Franczak, Donata Giuliani, Piotr Rakowski, Jerzy Siczek, Wiesław Ciesielski, Marcin Hałaś

## XI edycja, 1985
Jury:
Stefan Jończyk, Zbigniew Dolecki, Ziemowit Gawski, Stefan Jurkowski, Tadeusz Mocarski, Izabela Woźniak
Laureaci:
- II nagroda: Edward Franciszek Cimek
- II nagroda: Kazimierz Józef Węgrzyn
- III nagroda: Andrzej Wojciech Guzek
- III nagroda: Franciszek Ceglak
- III nagroda: Jerzy Siczek
- Nagroda specjalna Jerzego Dunin-Borkowskiego kuratora Muzeum Narodowego w Krośniewicach: Piotr Ratajczyk
- Wyróżnienia: Stanisław Filipowicz, Jan Adamkiewicz, Józefa Drozdowska, Eugeniusz Garnuch, Krystyna Spisz-Piechocka

## XII edycja, 1986
Jury:
Stefan Jończyk, Zbigniew Dolecki, Ziemowit Gawski, Zbigniew Irzyk, Izabela Woźniak, Stefan Jurkowski
Laureaci:
- II nagroda: Piotr Rakowski
- II nagroda: Kazimierz Józef Węgrzyn
- III nagroda: Marian Janusz Kawałko
- III nagroda: Ewa Rzucidło
- III nagroda: Jerzy Siczek
- Nagroda specjalna Jerzego Dunin-Borkowskiego kuratora Muzeum Narodowego w Krośniewicach: Mieczysław Stanclik
- Wyróżnienia: Marcin Hałaś, Teresa Krzysztofiak, Barbara Sokalówna, Janina Iwanciów

## XIII edycja, 1987
Jury:
Tadeusz Swat, Tadeusz Dolecki, Ziemowit Gawski, Zbigniew Irzyk, Stefan Jurkowski, Izabela Woźniak
Laureaci:
- II nagroda: Mirosław Polok
- III nagroda: Franciszek A. Bielaszewski
- III nagroda: Jan Górczyński
- III nagroda: Wiesław Szymański
- Nagroda specjalna Jerzego Dunin-Borkowskiego kuratora Muzeum Narodowego w Krośniewicach: Lech Franczak
- Wyróżnienia: Augustyn Baran, Krzysztof Kołtun, Jerzy Pawłowski, Katarzyna Unczur, Anna Wernerowa, Eugeniusz Zieliński

## XIV edycja, 1988
Jury:
Zbigniew Irzyk, Tadeusz Swat, Ziemowit Gawski, Stefan Jończyk, Stefan Jurkowski, Izabela Woźniak
Laureaci:
- II nagroda: Danuta Betto
- II nagroda: Jerzy Woliński
- II nagroda: Katarzyna Michalewska
- II nagroda: Jacek Podgórski
- II nagroda: Roman Senski
- Nagroda specjalna Jerzego Dunin-Borkowskiego kuratora Muzeum Narodowego w Krośniewicach: Janina Podlodowska
- Wyróżnienia: Lech Franczak, Rafał Jaworski, Jacek Podgórski, Włodzimierz Wierzchowski, Danuta Rychlewska, Mieczysław Stanclik

## XV edycja, 1989
Jury:
Stefan Jurkowski, Zbigniew Irzyk, Ziemowit Gawski, Izabela Woźniak
Laureaci:
- II nagroda: Władysław Różański
- II nagroda: Anna Zabacka
- III nagroda: Jan Zalewski
- Nagroda specjalna Jerzego Dunin-Borkowskiego kuratora Muzeum Narodowego w Krośniewicach: ks. Janusz Kozłowski
- Wyróżnienie: Ewa Kozłowska, Leokadia Ogrodnik, Piotr Rakowski, Anna Wernerowa

## XVI edycja, 1990
Jury:
Stefan Jończyk, Zbigniew Irzyk, Urszula Ambroziewicz, Stefan Jurkowski, Izabela Woźniak
Laureaci:
- II nagroda: Rafał Jaworski
- III nagroda: Piotr Rakowski
- III nagroda: Joanna Rzeszotek
- Nagroda specjalna Jerzego Dunin-Borkowskiego kuratora Muzeum Narodowego w Krośniewicach: Leokadia Ogrodnik
- Wyróżnienia: Edward Popławski, Jacek Guz, Leokadia Ogrodnik, Stefan Miler, Juliusz Wątroba

## XVII edycja, 1991
Jury:
Stefan Jurkowski, Marek Grala, Zbigniew Irzyk, Izabela Woźniak
Laureaci:
- I nagroda: Krystyna Wrońska
- Wyróżnienia: Joanna Rzeszotek, Jerzy Fryckowski, Wojciech Książek, Anna Piskurz

## XVIII edycja, 1992
Jury:
Zbigniew Irzyk, Stefan Jurkowski, Marek Grala, Izabela Woźniak, Urszula Ambroziewicz
Laureaci:
- I nagroda: Stanisław Szczyrbowski
- Wyróżnienia: Artur Bromberg, Weronika Skarżyńska, Jarzy Kaczmarek

## XIX edycja, 1993
Jury:
Stefan Jurkowski, Marek Grala, Izabela Woźniak, Zbigniew Irzyk, Małgorzata Wyszyńska
Laureaci:
- Wyróżnienia: Joanna Chachuła, Andrzej Dorobek, Tadeusz Zawadowski

## XX edycja, 1994
Jury:
Zbigniew Irzyk, Stefan Jurkowski, Marek Grala, Izabela Woźniak, Małgorzata Wyszyńska
Laureaci:
- I nagroda: Marek Kowalik
- Wyróżnienia: Michał Bendkowski, Roman Honet, Małgorzata Mielcarek, Krzysztof Ożarski, Krzysztof Sołtysiak, Donata Giuliani

## XXI edycja, 1995
Jury:
Stefan Jurkowski, Marek Grala, Izabela Woźniak, Zbigniew Irzyk, Małgorzata Wyszyńska
Laureaci:
- I nagroda: Anna Czujkowska
- I nagroda: Konrad Chmielecki

## XXII edycja, 1996
Jury:
Zbigniew Irzyk, Stefan Jurkowski, Marek Grala, Izabela Woźniak, Małgorzata Wyszyńska
Laureaci:
- Nagroda Jury w Turnieju Jednego Wiersza: Aleksandra Kołodziejska
- Nagroda Publiczności w Turnieju Jednego Wiersza: Magda Urbańska
- Nagroda Specjalna Organizatora: Barbara Klicka
- Wyróżnienie: Maria Cyranowicz, Mirosław Gabryś, Agnieszka Szygenda

## XXIII edycja, 1997
Jury:
Zbigniew Irzyk, Stefan Jurkowski, Marek Grala, Izabela Woźniak
Laureaci:
- I nagroda: Marek Brymora
- II nagroda: Władysław Klępka
- III nagroda: Maciej Woźniak
- Nagroda Przewodniczącej: Wanda Gołębiewska
- Nagroda Stefana Jurkowskiego: Ewa Wawrzyńska
- Wyróżnienia: Franciszek A. Bielaszewski, Wanda Gołębiewska, Anna Gontarek, Roman Senski
- Nagroda Jury w Turnieju Jednego Wiersza: Swietłana Owczarska
- Nagroda Publiczności w Turnieju Jednego Wiersza: Marek Brymora

## XXIV edycja, 1998
Jury:
Zbigniew Irzyk, Marek Grala, ks. Tomasz Opaliński, Andrzej Czapski
Laureaci:
- I nagroda: Andrzej Piotr Nowik
- II nagroda: Wanda Gołębiewska
- III nagroda: Ewa Elżbieta Nowakowska
- Nagroda specjalna Dyrektora Okręgu Warszawskiego Katolickiego Stowarzyszenia „Civitas Christiana” za utwór poświęcony osobie i dziełu Jana Pawła II: Bogumiła Klein
- Wyróżnienia: Maciej Woźniak, Katarzyna Woszczyna, Katarzyna Ewa Zdanowicz, Stefania Dworakowska Szczepaniak

## XXV edycja, 1999
Jury:
Zbigniew Irzyk, Marek Grala, ks. Tomasz Opaliński, Andrzej Czapski
Laureaci:
- I nagroda: Maksymilian Drozdowicz
- II nagroda: Tadeusz Mieszkowski
- III nagroda: Artur Fryz
- Nagroda specjalna za utwór poświęcony Wielkiemu Jubileuszowi Chrześcijaństwa inspirowany nauką Jana Pawła II: Artur Maciak
- Wyróżnienie honorowe za utwór poświęcony Wielkiemu Jubileuszowi Chrześcijaństwa inspirowany nauką Jana Pawła II: Anna Zmysłowska
- Wyróżnienia: Marzena Lewandowska, s. Urszula Michalak, Jerzy Kopczyński, Stoppel, Katarzyna Szymoniak, Anna Tusińska, Paulina Patrycja Kęska
- Wyróżnienia honorowe: Wanda Gołębiewska, Bogumiła Klein
- Wyróżnienie za poetycką recenzję: Danuta Palmowska

## XXVI edycja, 2000
Jury:
Zbigniew Irzyk, Marek Grala, ks. Tomasz Opaliński
Laureaci:
- I nagroda: Maciej Woźniak
- III nagroda: Ewa Kaca
- III nagroda: Dorota Ryst
- III nagroda: Artur Stępień
- Nagroda specjalna Przewodniczącego Zarządu Głównego Katolickiego Stowarzyszenia „Civitas Christiana”: Małgorzata Stachowiak
- Wyróżnienia: Vladan Stamenković, Patrycja Kęska, Ewa Zelenay Grabny, s. Urszula Michalak
- Wyróżnienia honorowe: Zdzisław Drzewiecki, Wanda Gołębiewska, Lech Fronczak, Jerzy Fryckowski, Wanda Małgorzata Kalińska, Grażyna Lityńska, Zbigniew Matyjaszczyk, Mirosław Pisarkiewicz, Wojciech Strahl, Rafał Świć

## XXVII edycja, 2001
Jury:
Zbigniew Irzyk, Marek Grala, ks. Tomasz Opaliński
Laureaci:
- II nagroda: Anna Czujkowska
- II nagroda: Paweł Kęska
- Nagroda specjalna za utwór poświęcony pamięci Kardynała Stefana Wyszyńskiemu: Ewa Zelenay – Grabny
- Wyróżnienia za utwór poświęcony pamięci Kardynała Stefana Wyszyńskiemu: Ludwik Błyszczak, Lech Franczak, Artur Marciniak, Maria Wanda Pietrzela, Katarzyna Szymoniak, Andrzej Tchórzewski
- Wyróżnienia: Olga Fliszewska, Wanda Gołębiewska, Krzysztof Jeleń, Wanda Małgorzata Kalińska, Paulina Patrycja Kęska, Aleksandra Kołodziejska, Jerzy Kopczyński, Zofia Nowacka Wilczek, Danuta Palmowska, Dorota Ryst, Katarzyna Maria Satko

## XXVIII edycja, 2002
Jury:
Zbigniew Irzyk, ks. Tomasz Opaliński, Stefan Jurkowski
Laureaci:
- I nagroda: Miłosz Kamil Manasterski
- II nagroda: Paweł Kęska
- III nagroda: Ewa Drzewiecka
- III nagroda: Anna Kühn Cichocka
- Nagroda specjalna Zarządu Literatów Polskich Oddział w Płocku: Andrzej Wodziński
- Nagroda specjalna Zarządu Oddziału Miejskiego Katolickiego Stowarzyszenia „Civitas Christiana” dla najmłodszego uczestnika: Beata Kurek

## XXIX edycja, 2003
Jury:
Zbigniew Irzyk, Marek Grala, ks. Tomasz Opaliński, Helena Kowalska
Laureaci:
- II nagroda: Dorota Ryst
- III nagroda: Maciej Woźniak
- Nagroda specjalna Przewodniczącego Zarządu Głównego Katolickiego Stowarzyszenia „Civitas Christiana”: Artur Maciak
- Nagroda specjalna Prezydenta Miasta Płocka: Miłosz Kamil Manasterski
- Wyróżnienia: Zbigniew Fronczek, Ela Galoch, Zofia Nowacka Wilczek, Łukasz Daniel Pięta, Wiesław Sterniczuk, Ewa Drzewiecka, Anna Fiłoniuk, Lech Franczak, Wanda Gołębiewska, Anna Kühn Cichocka, Wiesława Ludwikowska, Wojciech Stańczak

## XXX edycja, 2004
Jury:
Zbigniew Irzyk, Marek Grala, ks. Tomasz Opaliński, Anna Antoszewska, Helena Kowalska
Laureaci:
- I nagroda: Ewa Nowak Tworko
- II nagroda: Teofil Bielecki
- III nagroda: Wanda Gołębiewska
- Wyróżnienia: Zofia Marduła, Anna Piliszewska, Rafał Jaworski, Anna Dwojnych, Krzysztof Pawlica
- Nagroda Jury w Turnieju Jednego Wiersza: Ewa Nowak Tworko
- Nagroda publiczności w Turnieju Jednego Wiersza: Grażyna Woźniak

## XXXI edycja, 2005
Jury:
Zbigniew Irzyk, Marek Grala, ks. Tomasz Opaliński, Anna Antoszewska, Helena Kowalska
Laureaci:
- I nagroda: Ela Galoch
- II nagroda: Rafał Jaworski
- III nagroda: Jacek Karolak
- Wyróżnienia: Anna Dwojnych, Artur Maciak, Andrzej Ziobrowski, Franciszek A. Bielaszewski, Wanda Gołębiewska, Lidia Izabela Lachowska, Krystyna Mazur, Dorota Ryst, Agnieszka Sawicka, Alicja Wiśniewska
- Nagroda publiczności w Turnieju Jednego Wiersza: Krzysztof Wieloński

## XXXII edycja, 2006
Jury:
Zbigniew Irzyk, Marek Grala, ks. Tomasz Opaliński, Anna Antoszewska, Helena Kowalska
Laureaci:
- I nagroda: Karol Samsel
- II nagroda: Miłosz Kamil Manasterski
- Nagroda Przewodniczącego Zarządu Głównego Katolickiego Stowarzyszenia „Civitas Christiana” w kategorii debiut: Marta Stępniak, Dorota Suwała
- Wyróżnienia: Urszula Kopeć, Izabela Prager, Milena Maria Rytelewska, Anna Dwojnych, Bartosz Konstrat, Szymon Ratajczyk, Adrian Stelmaszczyk, Wojciech Ślusarczyk, Magdalena Małgorzata Święcicka, Robert Sebastian Machowski, Lech Franczak

## XXXIII edycja, 2007
Laureaci:
- I nagroda: Agata Chmiel
- II nagroda: Milena Maria Rytelewska
- III nagroda: Bartosz Konstrat
- Nagroda Przewodniczącego Zarządu Głównego Katolickiego Stowarzyszenia „Civitas Christiana” w kategorii debiut: Michał Makowski, Aleksandra Malinowska
- Nagroda dyrektora Instytutu Wydawniczego „PAX”: Agnieszka Dziewanowska
- Wyróżnienia: Urszula Kopeć, Karol Samsel, Dorota Suwała, Paulina Justyna Chyl, Dorota Grzesiak, Izabela Kawczyńska, Karolina Szuchnik, Karol Samsel
- Nagroda Jury w Turnieju Jednego Wiersza: Aleksandra Malinowska

## XXXIV edycja, 2008[1]
Laureaci:
- II nagroda: Karol Samsel
- II nagroda: Hanna Wosik
- III nagroda: Radosław Sobotka
- Nagroda Przewodniczącego Zarządu Głównego Katolickiego Stowarzyszenia „Civitas Christiana” w kategorii debiut: Wojciech Skoczek
- Nagroda Dyrektora Instytutu Wydawniczego „PAX” oraz Nagroda Redaktora Naczelnego Ogólnopolskiego Pisma „Znaj” Stowarzyszenia Autorów Polskich dla najmłodszego laureata: Paweł Świder
- Wyróżnienia: Agata Chmiel, Marek Jagielski, Zofia Marduła, Marcin Orliński
- Nagroda Publiczności w Turnieju Jednego Wiersza: Dorota Suwała
- Nagroda Jury w Turnieju Jednego Wiersza: Piotr Macierzyński

## XXXV edycja, 2009[2]
Jury:
Zdzisław Koryś, Marek Grala, ks. Tomasz Opaliński, Maciej Woźniak, Helena Kowalska
Laureaci:
- II nagroda: Karol Gralczyk
- II nagroda: Klaudia Gruszka
- II nagroda: Janusz Radwański
- III Nagroda: Marcin Jurzysta
- III nagroda: Katarzyna Wiśniewska
- Nagroda Przewodniczącego Katolickiego Stowarzyszenia „Civitas Christiana” dla laureata z Płocka: Rafał Marcin Borkowski
- Nagroda Dyrektora Instytutu Wydawniczego „PAX” w kategorii debiut: Aleksandra Zińczuk
- Wyróżnienia: Agata Chmiel, Zofia Marduła
- Nagroda Redaktora Naczelnego Ogólnopolskiego Pisma „Znaj” Stowarzyszenia Autorów Polskich dla najmłodszego laureata: Anna Ślęzak
- Nagroda poza Konkursem Redaktora Naczelnego „Naszego Głosu”: Milena Maria Rytelewska

## XXXVI edycja, 2010[3]
Jury:
Zdzisław Koryś, Marek Grala, ks. Tomasz Opaliński, Maciej Woźniak, Helena Kowalska
Laureaci:
- I nagroda: Agnieszka Anna Hałas
- II nagroda: Zofia Marduła
- III nagroda: Katarzyna Czajka
- Nagroda Przewodniczącego Katolickiego Stowarzyszenia „Civitas Christiana”: Anna Dwojnych
- Nagroda Dyrektora Instytutu Wydawniczego „PAX”: Piotr Jemioło
- Nagroda Redaktora Naczelnego Ogólnopolskiego Pisma „Znaj” Stowarzyszenia Autorów Polskich dla najmłodszego laureata: Magdalena Zaręba
- Nagroda poza Konkursem Redaktora Naczelnego „Naszego Głosu”: Paweł Michał Wiśniewski
- Wyróżnienia: Dorota Grzesiak, Katarzyna Wiśniewska
- Nagroda Publiczności w Turnieju Jednego Wiersza: Dorota Suwała
- Nagroda Jury w Turnieju Jednego Wiersza: Joanna Nowak

## XXXVII edycja, 2011[4]
Jury:
Maciej Woźniak, Zdzisław Koryś, ks. Tomasz Opaliński, Tomasz Salej, Helena Kowalska
Laureaci:
- I nagroda: Katarzyna Wiśniewska
- I nagroda: Dorota Suwała
- I nagroda: Piotr Zawadzki
- III nagroda: Karoliną Górniak
- Nagroda Przewodniczącego Katolickiego Stowarzyszenia „Civitas Christiana” dla laureata z Płocka: Anna Dwojnych
- Nagroda Dyrektora Instytutu Wydawniczego „PAX” w kategorii debiut: Joanna Nowak
- Nagroda Redaktora Naczelnego Ogólnopolskiego Pisma „Znaj” Stowarzyszenia Autorów Polskich – Oddział w Płocku dla najmłodszego laureata: Joanna Nowak
- Nagroda Redaktora Naczelnego Miesięcznika „Nasz Głos” – Katolickiego Stowarzyszenia „Civitas Christiana”: Małgorzata Dejnecka
- Wyróżnienia: Anna Adamowicz, Maja Baczyńska, Anna Dwojnych, Iwona Jędrzejewska, Gabriela Staszczyk

## XXXVIII edycja, 2012[5]
Jury:
ks.Tomasz Opaliński, Zdzisław Koryś, Maciej Wożniak, Anna Antoszewska, Helena Kowalska
Laureaci:
- I nagroda: Iwona Jędrzejewska
- II nagroda: Maja Baczyńska
- III nagroda: Katarzyna Wiśniewska
- Nagroda Przewodniczącego Katolickiego Stowarzyszenia „Civitas Christiana” dla laureata z Płocka: Joanna Nowak
- Nagroda Dyrektora Instytutu Wydawniczego „PAX” w kategorii debiut: Katarzyna Jastrzębska
- Nagroda Redaktora Naczelnego Miesięcznika „Nasz Głos” – Katolickiego Stowarzyszenia „Civitas Christiana”: Natalia Jucha
- Nagroda Redaktora Naczelnego Ogólnopolskiego Pisma „Znaj” Stowarzyszenia Autorów Polskich – Oddział w Płocku dla najmłodszego laureata: Natalia Jucha
- Wyróżnienia: Ewelina Kępczyk, Anna Dwojnych, Radosław Jaworowicz, Kamil Królewicz

## XXXIX edycja, 2013
Jury:
Maciej Woźniak, Zdzisław Koryś, ks. Tomasz Opaliński, Helena Kowalska
Laureaci:
- I nagroda: Klaudia Gruszka
- II nagroda: Ewelina Kępczyk
- III nagroda: Karol Graczyk
- Nagroda Przewodniczącego Katolickiego Stowarzyszenia „Civitas Christiana” za wiersz poświęcony Prymasowi Polski Stefanowi Kardynałowi Wyszyńskiemu: Marcin Alan Jelec
- Nagroda Przewodniczącego Oddziału Okręgowego w Warszawie dla laureata z Płocka: Joanna Nowak
- Nagroda Dyrektora Instytutu Wydawniczego „PAX” w kategorii debiut: Anna Maria Kobylińska
- Nagroda Redaktora Naczelnego Ogólnopolskiego Pisma „Znaj” Stowarzyszenia Autorów Polskich – Oddział w Płocku dla najmłodszego laureata: Laura Chuchla
- Wyróżnienia: Paulina Babiuch, Laura Chuchla, Anna Dwojnych, Joanna Nowak

## XL edycja, 2014[6]
Jury:
Marek Grala, ks. Tomasz Opaliński, Maciej Woźniak, Helena Kowalska
Laureaci:
- I nagroda: Zofia Litwinowicz
- II nagroda: Kacper Płusa
- III nagroda: Marcin Kleinszmidt
- Nagroda Przewodniczącego Katolickiego Stowarzyszenia „Civitas Christiana” za wiersz poświęcony Prymasowi Polski Stefanowi Kardynałowi Wyszyńskiemu: Zofia Litwinowicz
- Nagroda Dyrektora Instytutu Wydawniczego „PAX” w kategorii debiut: Bogna Hołyńska
- Wyróżnienia: Anna Dwojnych, Ewelina Kępczyk, Patryk Gawrychowski, Joanna Klimczak, Joanna Nowak, Anna Pietrzak, Paulina Waszkiewicz

## XLI edycja, 2015[7]
Jury:
Maciej Wożniak, Milena Maria Rytelewska, Agnieszka Gościeniecka
Laureaci:
- I nagroda: Zofia Marduła
- III nagroda: Anna Kobylińska
- III nagroda: Laura Chuchla
- III nagroda: Kacper Płusa
- Nagroda Przewodniczącego Katolickiego Stowarzyszenia „Civitas Christiana” za utwór o tematyce religijnej: Adam Adamkiewicz
- Nagrodę Dyrektora Instytutu Wydawniczego „PAX” w kategorii debiut: Patrycja Jarosz

## XLII edycja, 2016
Jury:
Maciej Woźniak, Maciej Gabryelczyk, Wiesława Ożóg, Agnieszka Gościeniecka
Laureaci:
- I nagroda: Małgorzata Korbiel
- III nagroda: Anna Maria Kobylińska
- III nagroda: Kacper Płusa
- Nagroda Przewodniczącego Katolickiego Stowarzyszenia „Civitas Christiana” za wiersz o tematyce religijnej: Joanna Nowak
- Nagroda Dyrektora Instytutu Wydawniczego „PAX” w kategorii debiut: Anna Sadzik
- Wyróżnienia: Marta Stępniak, Katarzyna Szweda, Dawid Kowalczyk
- Nagroda specjalna Jury: Natalia Lewandowski

## XLIII edycja, 2017[8]
Jury:
Przemysław Dakowicz (przewodniczący), Krzysztof Kuczkowski, Agnieszka Gościeniecka
Laureaci:
- I nagroda: Kacper Płusa
- II nagroda: Karolina Król
- Nagroda Przewodniczącego Katolickiego Stowarzyszenia „Civitas Christiana”: Karolina Król
- Nagroda Dyrektora Instytutu Wydawniczego „Pax” w kategorii debiut: Klaudia Chudowolska
- Wyróżnienia: Laura Chuchla, Dorota Suwała, Dżesika Weronika Szymczyk

## XLIV edycja, 2018
Jury:
Przemysław Dakowicz (przewodniczący), Krzysztof Kuczkowski, Agnieszka Gościeniecka
Laureaci:
- I nagroda: Kamil Krzysztof Suskiewicz
- II nagroda: Katarzyna Wiktoria Polak
- III nagroda: Anita Katarzyna Wiśniewska
- Wyróżnienia: Kacper Płusa, Klaudia Chudowolska, Magdalena Lipniak Młyńczak

## XLV edycja, 2019[9]
Jury:
Przemysław Dakowicz (przewodniczący), Krzysztof Kuczkowski, Agnieszka Gościeniecka
Laureaci:
- I nagroda: Katarzyna Wiktoria Polak
- II nagroda: Ewa Weremko
- III nagroda: Krzysztof Domka
- Wyróżnienia: Marek Kucak, Barbara Maria Kazberuk, Łukasz Barys, Aleksandra Maj, Jolanta Nawrot (wyróżnienie specjalne)

## XLVI edycja, 2020
Jury:
Przemysław Dakowicz (przewodniczący), Krzysztof Kuczkowski, Agnieszka Gościeniecka
Laureaci:
- I nagroda: Zofia Marduła-Duraj
- II nagroda: Agnieszka Kruszyńska
- III nagroda: Kacper Płusa
- Wyróżnienia: Katarzyna Wiktoria Polak, Klaudia Chudowolska, Paulina Wojciechowska

## XLVII edycja, 2021[10]
Jury:
Przemysław Dakowicz (przewodniczacy), Artur Nowaczewski, Agnieszka Gościeniecka
Laureaci:
- I nagroda: Anna Piliszewska
- II nagroda: Karol Graczyk
- III nagroda: Adam Bolesław Wierzbicki
- Wyróżnienia: Robert Kharitonow, Artur Maciak, Antonina Sebesta, Jolanta Michalska (wyróżnienie specjalne)

## XLVIII edycja, 2022
Jury:
Przemysław Dakowicz (przewodniczący), Artur Nowaczewski, Agnieszka Gościeniecka
Laureaci:
- I nagroda: Magdalena Cybulska
- II nagroda: Mirosław Kowalski
- III nagroda: Katarzyna Justyna Zychla
- Wyróżnienia: Tadeusz Knyziak, Małgorzata Borzeszkowska, Krzysztof Arbaszewski, Anna Piliszewska,  Dawid Zalewski

Źródło:

## XLIX edycja, 2023
Jury:
Przemysław Dakowicz (przewodniczący), Artur Nowaczewski, Agnieszka Gościeniecka
Laureaci:
- I nagroda: Anna Piliszewska
- II nagroda: Ewelina Cis
- III nagroda: Luiza Wilczyńska
- Wyróżnienia: Katarzyna Zając, Piotr Boroń, Bogdan Nowicki, Jacek Fryckowski

## L edycja, 2024
Jury:
Przemysław Dakowicz (przewodniczący), Artur Nowaczewski, Agnieszka Gościeniecka
Laureaci:
- II nagroda: Luiza Wilczyńska
- II nagroda: Tadeusz Knyziak
- III nagroda: Justyna Markiewicz-Nowacki
- Wyróżnienia: Milena Gojny-Zbierowska, Wioletta Jaworska